# Perissasterias heptactis
Perissasterias heptactis är en sjöstjärneart som beskrevs av Hubert Lyman Clark 1926. Perissasterias heptactis ingår i släktet Perissasterias och familjen trollsjöstjärnor. Inga underarter finns listade i Catalogue of Life.